# Dave Navarro
David Michael "Dave" Navarro (* 7. června 1967) je americký kytarista, který se proslavil ve skupině Jane's Addiction. Hrál také s Red Hot Chili Peppers nebo The Panic Channel.

## Životopis

### Mládí
Jeho prarodiče byli mexického původu. Jeho matka pracovala jako modelka, vystupovala v televizní show Let's Make a Deal. Navarro byl z celé rodiny jediný kdo neuměl španělsky. Důvodem bylo to, že se jeho rodiče roku 1974 rozvedli a on trávil většinu času s matkou. Později vystudoval Notre Dame High School v Sherman Oaks a University High School v Los Angeles.
V březnu 1983 byla jeho matka zavražděna. Její vrah a přítel John Riccardi byl zatčen roku 1991. Po matčině smrti se Navarro přestěhoval k otci.

### Hudební kariéra
V sedmi letech si koupil svou první kytaru poté, co slyšel písně Jimiho Hendrixe. Roku 1986 se připojil k nově vzniklé skupině Jane's Addiction. Bubnoval v ní jeho přítel z dětství Stephen Perkins. Skupina se stala na alternativně rockové scéně populární. Roku 1991 se však skupina kvůli vnitřním problémům rozpadla.

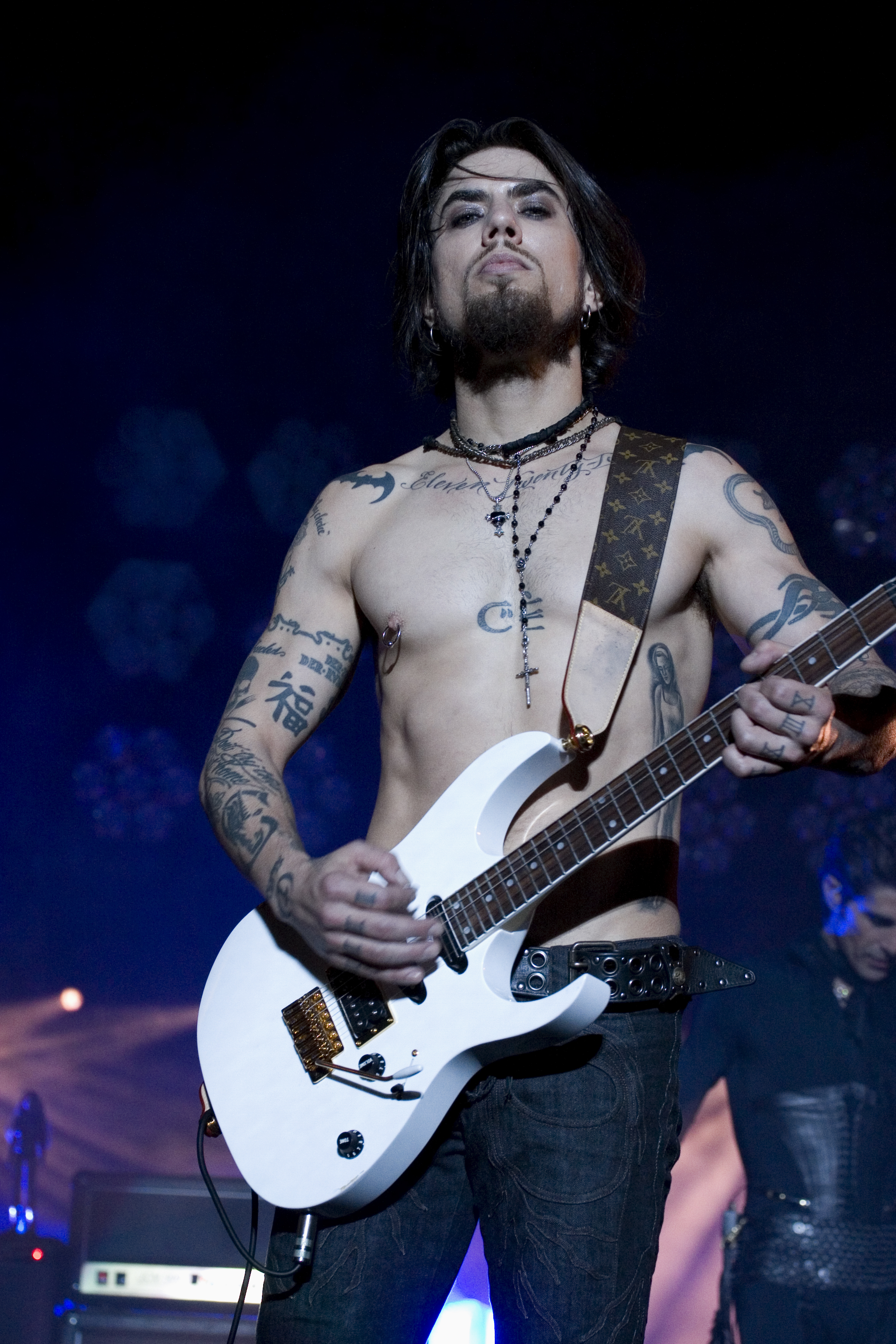
Dave Navarro roku 2008

Když v srpnu 1991 odešel ze skupiny Guns N' Roses kytarista Izzy Stradlin, její frontman Axl Rose si přál jako Stradlinova nástupce právě Navarra. Nakonec se v ní však neukázal. Roku 1993 založil skupinu Deconstruction s baskytaristou Jane's Addiction Ericem Averym a bubeníkem Michaelem Murphym. Než se kapela roku 1994 rozpadla, vydala jedno stejnojmenné album.
V září 1993 se přidal ke skupině Red Hot Chili Peppers. Poprvé se se skupinou objevil na Woodstocku '94. Jediné album, které s RHCP vydal, bylo One Hot Minute. Navarro radikálně změnil zvuk celé kapely zejména díky používání mnoha kytarových efektů, což nebylo u RHCP příliš obvyklé. Album, které tak znělo více metalově než funkově, si sice vedlo poměrně dobře a jenom v USA se ho prodalo na 2 miliony kusů, ale mnozí fanoušci kapely i sami hudebníci ho nepovažují za to nejlepší z díla skupiny. Roku 1998 byl navíc kvůli zhoršující se závislosti na heroinu vyhozen. Roku 2001 vydal sólové album Trust No One. Přitom byla obnovena skupina Jane's Addiction, do níž se vrátil. Skupina působila až do roku 2024, kdy Farrell napadl Navarra a kapela ukončila svou činnost. Ostatní členové s ním následně podali proti Farrellovi žalobu.
Když byli Red Hot Chili Peppers roku 2012 uvedeni do Rock and Roll Hall of Fame, Navarro v ní uveden nebyl. Dokonce s uvedením nepočítal a ani nechtěl být uveden.
Objevil se ve dvou dílech seriálu Zákon gangu. V jednom dílu seriálu Zákon a pořádek: Útvar pro zvláštní oběti hraje zvukaře.

## Osobní život
Byl třikrát ženatý. Poprvé se oženil roku 1990 s maskérkou Taniou Goddardovou, roku 1994 s Rhian Gittinsovou. V roce 2003 se oženil s modelkou Carmen Electra, s níž se rozvedl roku 2006. V březnu 2025 se oženil s Vanessou Dubassovou.